# 4884 Bragaria
A 4884 Bragaria (ideiglenes jelöléssel 1979 OK15) a Naprendszer kisbolygóövében található aszteroida. Nyikolaj Sztyepanovics Csernih fedezte fel 1979. július 21-én.